# Miloš Novák (právník)
Miloš Novák (13. prosince 1913, Třebíč – 20. června 1984, Montréal) byl český právník, voják, úředník a spisovatel.

## Biografie
Narodil se v Třebíči v rodině gymnaziálního pedagoga, byl mladším bratrem generála Luboše Nováka. Vystudoval v Nices na československé sekci francouzského lycea a následně nastoupil na právnickou fakultu Karlovy univerzity v Praze. Po studiu nastoupil na místo advokátního koncipienta, ale již v roce 1939 odešel na Slovensko, přes které plánoval přejít do Francie, kde chtěl vstoupit do československé armády. To se mu nepovedlo a byl uvězněn v Budapešti, posléze se s dalšími uprchlíky dostal do Hnúšti, kde se chtěl setkat s Vladimírou Hanesovou a její rodinou (manželka jeho bratra) a s její pomocí přejít hranice. To se mu pak povedlo s pomocí švagra Světoboje Hanese. Na francouzském konzulátu v Budapešti se přihlásil a byl přepraven do Agde, kde vstoupil do československé armády a setkal se s bratrem.
Později byl přesunut do Británie, od července roku 1940 byl v Liverpoolu, později pak byl nasazen v Leamingtonu. Dne 23. června 1942 se v Británii oženil s Olgou Horníčkovou (její sestra si na téže obřadu vzala Stanislava Rejthara) a následně se mu narodily dvě dcery. Bylo mu nabídnuto, aby pracoval na vojenských úřadech v Británii (uměl anglicky i francouzsky), ale tuto práci odmítl a postupně přes Francii došel až do Československa.
Po skončení druhé světové války nastoupil na ministerstvo zahraničních věcí, kde pracoval jako úředník v agentuře IARA v Bruselu, kde jednal o válečných reparacích. V roce 1949 odešel s rodinou do Kanady, kde žil v Montréalu. Po útěku do Kanady pracoval jako kreslíř pro Bank of Canada. Zemřel v roce 1984.
S manželkou měl celkem sedm dětí. Byl spoluautorem knihy Válečné deníky, jež napsala jeho manželka a kde je vyprávěn jeho i její příběh během války.